# Manihot baccata
Manihot baccata är en törelväxtart som beskrevs av Antonio Costa Allem. Manihot baccata ingår i släktet Manihot och familjen törelväxter. Inga underarter finns listade i Catalogue of Life.